# Armata a 2-a Britanică
Armata a 2-a Britanică a fost o armată de câmp activă în timpul Primului și celui de-Al Doilea Război Mondial. În timpul Primului Război Mondial, armata a fost activă pe frontul de vest pe tot parcursul războiului și mai târziu activă în Italia. În timpul celui de-al Doilea Război Mondial, armata a fost principala contribuție britanică la debarcarea în Normandia din 6 iunie 1944 și la avansarea în Europa.

## Comandanți
- 1914–1915 General Sir Horace Smith-Dorrien
- 1915–1917 General Sir Herbert Plumer
- 1917–1918 General Sir Henry Rawlinson
- 1918 General Sir Herbert Plumer

- iulie 1943 – ianuarie 1944 Lt.-General Kenneth Anderson[2]
- ianuarie 1944 – august 1945 Lt.-General Miles Dempsey[2]